# 自由貨幣
自由貨幣（じゆうかへい、独: Freigeld、英: free money）は、シルビオ・ゲゼルがその代表作『自然的経済秩序』で提案した通貨制度。中立貨幣（ちゅうりつかへい、独: Neutralgeld、英: neutral money）あるいは減価する貨幣とも呼ばれる。

## 概要
財やサービスの多くが時間の経過とともに劣化するのに対し、インフレがないと仮定すると貨幣は価値が減らない。そのため、融資する際に債務者に対して金利を請求できる。こうして、通貨を大量に保持している人間は金利収入だけで生活が可能になる。その一方で、債務者は稼ぎのかなりの部分を金利という形で吸い取られていくことで富の格差が拡大したり、利息ぶんの利益が出ない事業に対して投資が回らないなどの問題が発生する。
これを解決する手段として、徐々に貨幣価値が下がる通貨の導入をゲゼルは提案した。といっても、たとえば1万円札が毎月50円ずつ減価する体裁を取ると、中途半端な額面の紙幣が大量に流通して煩雑になるため、実際にはスタンプ貨幣（一定期間ごとに額面の一定割合の額（たとえば1万円札なら毎週10円あるいは毎月100円）のスタンプを購入して貼ることを強制する）が提案され、1930年代にはオーストリアのヴェルグルやドイツのシュヴァーネンキルヒェンなどで、地域通貨としてこのような通貨が流通した実績がある。とは言え、これもかなり煩雑なものであるため、現在では電子マネーとして自由貨幣を導入している事例もある（ドイツのキームガウアー、フランスのSOLなど）。電子マネー化することで減価手続きが非常に単純化され、従来の銀行預金で定期的に利息がつくのと同じ感覚で一定額が定期的に減価されることになる。
これは、緩やかなインフレを人工的に引き起こしているように見えるが実際にはインフレとは異なる。インフレは貨幣価値に対する財やサービスの全面的高騰を意味するが、貨幣が減価するというのは貨幣を保有しているものに対してのみ影響するからである。つまり、減価する貨幣において100円が90円に減価したとしても、世の中の財やサービスの価格に変動はない。しかしインフレにおいては財やサービスそのものの価格が変動する。インフレは今所有していない貨幣（例：将来得る予定の賃金、等）に対してもその価値を減ずる効果を持つが、減価する貨幣ではそういうことは起こらない。

### 利点・欠点
減価する貨幣は、デフレを防ぐとともに、消費を活性化させる効果があるといわれる。その反面、貯蓄の意欲をなくす、といった欠点があるといわれる。
また、融資をするものがいなくなるため新規事業を立ち上げにくくなる、という指摘に対して、減価する貨幣を使わずに溜め込んでも損をするだけなので、むしろ融資が活性化される効果があるという指摘もある。

## 批判
ゲゼルの考え及び自由貨幣について、ケインズは『雇用・利子および貨幣の一般理論』において、一定の評価を与えながらも以下のように批判している。